# Erica Terpstra
Erica Georgine (of Georgina) Terpstra (Den Haag, 26 mei 1943) is een Nederlands presentatrice en voormalig zwemkampioen, sportjournalist, voormalige politica en bestuurder.

## Jeugd
Omdat haar vader in 1949 naar het toenmalige Nederlands-Indië werd uitgezonden om les te geven aan de Politieschool in Soekaboemi (Java), vertrok het gezin Terpstra voor twee jaar naar dit voormalige overzeese rijksdeel. Hier bezocht Erica de lagere school en kreeg ze op aanraden van de arts van het gezin, die haar "te iel" vond, haar eerste zwemlessen in zwembad 'Prana', waar de kiem werd gelegd voor haar latere zwemsucces. In 1951 keerde het gezin vanwege de politieke onrust in het land terug naar Nederland.

## Zwemcarrière
Begin jaren zestig was Terpstra een in Nederland gerenommeerd zwemster, gespecialiseerd in de 100 meter vrije slag. Ze deed tweemaal mee aan de Olympische Spelen, in Rome (1960) en in Tokio (1964). Bij haar laatste olympische optreden won Terpstra, lid van zwemvereniging HZ&PC uit Den Haag, de zilveren medaille op 4x100 meter wisselslag en de bronzen op de 4x100 meter vrije slag, samen met Pauline van der Wildt (startzwemster), Toos Beumer (tweede zwemster) en Winnie van Weerdenburg (derde zwemster). Ook was ze Europees kampioen in 1962 en meerdere malen Nederlands kampioen.

## Onderwijs en journalistiek
Zij studeerde sinologie aan de Rijksuniversiteit Leiden van 1962 tot 1966 (geen afsluitend examen). Na haar sportcarrière begon Terpstra als lerares. Ze doceerde Nederlands aan Chinezen. Later werd zij (sport)journaliste.

## Politiek
In 1977 kwam ze in de Tweede Kamer voor de VVD via een op het laatste moment toegekende restzetel. Ze zou tot 15 december 2003 Kamerlid blijven, met een onderbreking van vier jaar (1994-1998) waarin zij staatssecretaris voor Volksgezondheid, Welzijn en Sport was in het kabinet-Kok I. Terpstra was op het moment van haar afscheid het langstzittende Kamerlid. Ze werd keer op keer gekozen met een groot aantal voorkeurstemmen (in 1994 ruim 311.000).

## Bestuurswerk
Op 21 oktober 2003 werd Terpstra gekozen tot voorzitter van NOC*NSF. In een verkiezing tussen twee personen versloeg ze de medekandidaat Ruud Vreeman, die door het bestuur was voorgedragen.

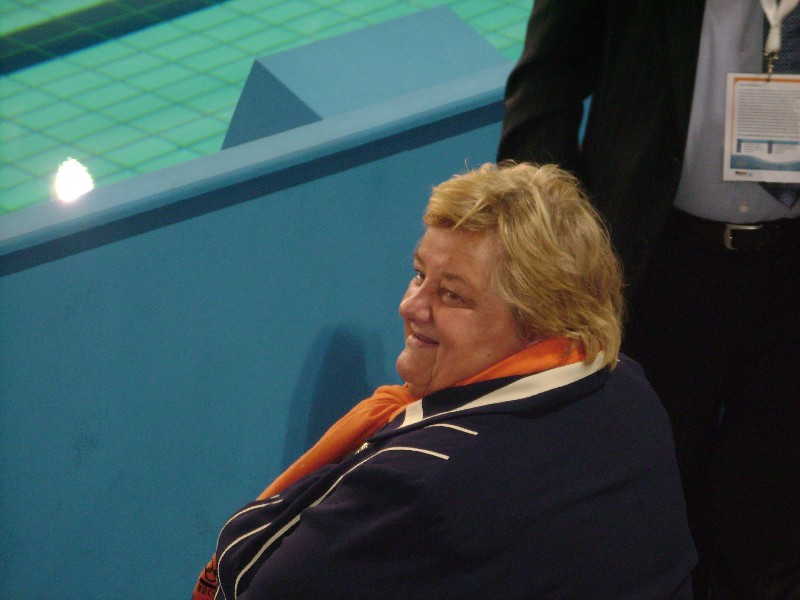
Erica Terpstra op het EK Zwemmen 2008 in Eindhoven

Als voorzitter van NOC*NSF reikte Terpstra in 2005 de nieuwe sportprijs de Fanny Blankers-Koen Trofee uit, vernoemd naar de legendarische atlete Fanny Blankers-Koen. Terpstra deed dit op 9 december in de nieuwe ijshal in Turijn, waar een aantal maanden later de Olympische Winterspelen 2006 plaatsvonden. De ontvangers waren judoka Anton Geesink, kunstrijdster Sjoukje Dijkstra, roeier Nico Rienks en schaatser Ard Schenk. Ook voetballer Johan Cruijff won een FBK Trofee. Hij was echter niet aanwezig omdat hij diezelfde dag een rol had bij de loting van het Wereldkampioenschap voetbal 2006 in Leipzig. Terpstra trad in mei 2010 officieel af als voorzitter van NOC*NSF.
In 2010 trad Terpstra toe als lid van de raad van toezicht van het Nederlands Bureau voor Toerisme & Congressen.

## Televisie
Van 1972 tot 1978 verleende ze haar medewerking aan de NCRV-quiz Tweekamp, waarbij ze gezeten op een scheidsrechtersstoel en met een bel in haar hand, de namen van de deelnemers en de scholen omriep en de tussenstand doorgaf. In juni 2008 was ze gastredacteur bij RTL Boulevard.
Vanaf begin 2011 presenteerde Terpstra voor Omroep MAX haar eigen reisprogramma Erica op Reis. In de aflevering 'Indonesië' (2011) bracht zij een bezoek aan haar ouderlijk huis op het terrein van de vroegere Politieschool, en een bezoek aan het in verval geraakte en gesloten zwembad 'Prana' in Soekaboemi, dat haar zeer ontroerde. Opmerkelijk is dat dit zwembad in de periode 2016-2017 geheel gerenoveerd en gemoderniseerd is en in 2017 werd heropend.
 In 2012-2013 was zij bij dezelfde omroep te zien als panellid in Wie van de Drie.
Op 9 januari 2024 maakte Omroep MAX bekend dat Terpstra nog één aflevering zou maken van haar programma Erica op Reis.

## Persoonlijk
Terpstra was gehuwd, zij heeft twee zoons.

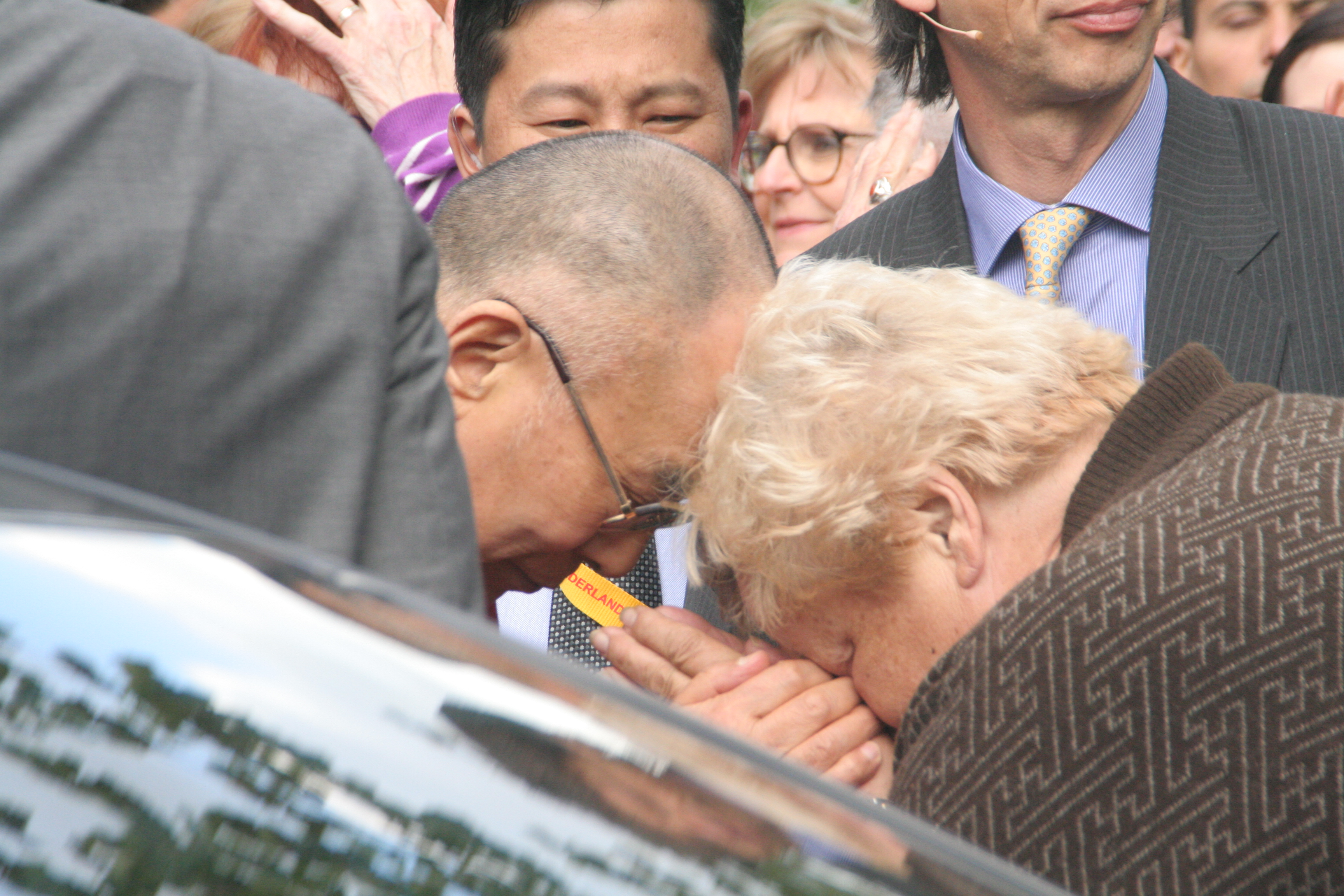
Erica Terpstra met de dalai lama in 2014

Terpstra voelt zich sterk aangetrokken tot het boeddhisme; zij noemt zichzelf 'geen boeddhist', maar een 'levenslang student van het boeddhisme'.

### Gezondheid
Na haar carrière als sporter, en vooral bij het zittende beroep dat ze kreeg als politicus, kwam Terpstra veel aan in gewicht. Toen ze rond 2008 daardoor last kreeg van haar knie viel ze 40 kilogram af. Daarna schreef ze het boek Help, ik val af.
In juli 2014 werd Terpstra opgenomen in het ziekenhuis vanwege een te hoge bloeddruk en een onregelmatige hartslag. In december van hetzelfde jaar werd Terpstra wederom in het ziekenhuis opgenomen, ditmaal met een infectie aan haar been die werd veroorzaakt door een onbekende bacterie. In maart 2015 begon zij aan een revalidatie. In 2021 werd Terpstra tweemaal geopereerd aan haar enkel.

## Trivia
- Veel vrouwen die het uitspreken van de troonrede op Prinsjesdag bijwonen, dragen naar gebruik van de laatste jaren opvallende hoeden, die later in de media als de hoedjesparade worden besproken. Deze traditie ontstond in 1977, toen Kamerlid Terpstra naar eigen zeggen de grijze massa wilde veranderen.[11][12]
- In 2004 maakte Terpstra haar filmdebuut in de verfilming van het kinderboek Pluk van de Petteflet van Annie M.G. Schmidt. Ze speelde de rol van burgemeester.
- Terpstra draagt vaak een gouden broche die ze van de Dalai Lama heeft gekregen.[13][14]
- Het zwembad aan de Kwakkenbergweg in Nijmegen, dat sinds 2013 bestaat, is vernoemd naar Erica Terpstra.

## Gewonnen prijzen als zwemster
| Jaar | Evenement         | Prijzen |
| ---- | ----------------- | --- |
| 1960 | NK Langebaan      | 100 meter vrije slag |
| 1962 | EK Langebaan      | 4x100 meter vrije slag |
| 1963 | NK Langebaan      | 100 meter vrije slag |
| 1964 | NK Langebaan      | 100 meter vrije slag |
| 1964 | Olympische Spelen | 4x100 meter wisselslag (met Corrie Winkel, Klenie Bimolt en Ada Kok) 4x100 meter vrije slag (met Pauline van der Wildt, Toos Beumer, Winnie van Weerdenburg) |

## Onderscheidingen
- Ridder in de Orde van Oranje-Nassau (1968)
- Onderscheiden met de Olympische Orde (1998)
- Majoor Bosshardt Prijs (2008) voor 'haar uitzonderlijke verdiensten voor de Nederlandse samenleving'.
- Officier in de Orde van Oranje-Nassau (2010)
- Orde van de Rijzende Zon (2020)